# Adalbert Neuburger
Adalbert Neuburger (* 1. September 1903 in Egelfingen; † 18. März 1968 in Tegernsee) war ein deutscher Pädagoge und Hochschullehrer.

## Leben
Neuburger besuchte von 1918 bis 1924 das Lehrerseminar in Rottweil. An den Universitäten in München und Tübingen folgte ein Studium der Philosophie, Pädagogik und Anglistik. Er war ab 1934 Mitglied der katholischen Studentenverbindung AV Cheruskia Tübingen. In Tübingen wurde er 1931 zum Dr. phil. mit der Dissertation Legitimität und Moralität mit besonderer Berücksichtigung von Kant und Shaftsbury promoviert. Von 1948 bis 1952 war er am Pädagogischen Institut Esslingen tätig, bevor er 1952 zum Oberstudiendirektor und damit Leiter des Pädagogischen Instituts in Schwäbisch Gmünd berufen wurde. 1961 erfolgte die Ernennung zum Professor. 1962 wurde er im Zuge der Umwandlung des Instituts in eine Hochschule zum ersten Rektor der Pädagogischen Hochschule Schwäbisch Gmünd ernannt. Er wurde 1968 in seinem Heimatort Egelfingen beigesetzt.
Neuburger hat basale Überlegungen zu der Frage der Verwissenschaftlichung der Lehrerausbildung angestellt. Darauf verweist auch Johannes Schurr mit seinem Artikel von 1969: Die Bedeutung der Transzendentalphilosophie für die Grundlegung der Pädagogik als Wissenschaft. Adalbert Neuburger zum Gedächtnis.

## Publikationen (Auswahl)
- Legitimität und Moralität mit besonderer Berücksichtigung von Kant und Shaftsbury, Metzingen 1934.
- Spiel und Erziehung, Stuttgart 1961.